# Parque nacional Ybycuí
El Parque nacional Ybycuí es un área protegida de Paraguay que conserva la densa selva del tipo subtropical húmedo, remanente de la Mata Atlántica.

## El Parque
Se trata de un paisaje de colinas escarpadas, de unos 400 m s. n. m., surcadas por riachos que forman caídas de agua y remansos. Se encuentra cercano a la localidad del mismo nombre en el departamento de Paraguarí en Paraguay.
Es pequeño en superficie, pero biológicamente diverso y enfrentando a grandes perturbaciones. Una red hidrográfica, impone su sello al paisaje que se caracteriza por suaves lomas entalladas en rocas sedimentarias, cristalinas y volcánicas. El área del parque, coincide con una zona de importancia de las misiones jesuíticas.
El paisaje posee una cubierta vegetal que se ajusta al cambio de las condiciones climatológicas, acaparando desde los bosques en galería y de terrenos pantanosos situados en las inmediaciones de los cursos del agua, hasta el bosque subtropical húmedo mixto, cuyas especies dominantes son el guatambú, laurel negro, cancharana, cedro y palo rosa.
Todo el espacio que rodea al parque, es representativo del proceso de ocupación del espacio. La explotación forestal y agrícola, destinada tanto al autoconsumo como a la comercialización, se desarrolla en las proximidades de la frontera con Argentina. A fines de 1950 esta zona de Paraguay estaba prácticamente vacía, y hoy alberga a prácticamente un tercio de toda la población.